# Monacilioni
Monacilioni är en ort och kommun i provinsen Campobasso i regionen Molise i Italien. Kommunen hade 483 invånare (2018).